# Lijst van voetbalinterlands Slowakije - Wales
Deze lijst van voetbalinterlands is een overzicht van alle officiële voetbalwedstrijden tussen de nationale teams van Slowakije en Wales. De landen speelden tot op heden zes keer tegen elkaar. De eerste ontmoeting, een kwalificatiewedstrijd voor het Europees kampioenschap voetbal 2008, werd gespeeld in Cardiff op 7 oktober 2006. Het laatste duel, een vriendschappelijke wedstrijd, vond plaats op 9 juni 2024 in Trnava.

## Wedstrijden
| № | Plaats   | Datum             | Competitie           | Wedstrijd         | Uitslag |
| - | -------- | ----------------- | -------------------- | ----------------- | ------- |
| 1 | Cardiff  | 7 oktober 2006    | EK 2008 kwalificatie | Wales – Slowakije | 1 – 5   |
| 2 | Trnava   | 12 september 2007 | EK 2008 kwalificatie | Slowakije – Wales | 2 – 5   |
| 3 | Bordeaux | 11 juni 2016      | EK 2016              | Wales − Slowakije | 2 − 1   |
| 4 | Cardiff  | 24 maart 2019     | EK 2020 kwalificatie | Wales − Slowakije | 1 − 0   |
| 5 | Trnava   | 10 oktober 2019   | EK 2020 kwalificatie | Slowakije − Wales | 1 − 1   |
| 6 | Trnava   | 9 juni 2024       | Vriendschappelijk    | Slowakije − Wales | 4 − 0   |

## Samenvatting
| Competitie        | Totaal gespeeld | Winst Slowakije | Gelijk | Winst Wales | Doelsaldo Slowakije – Wales |
| ----------------- | --------------- | --------------- | ------ | ----------- | --------------------------- |
| EK-eindronde      | 1               | 0               | 0      | 1           | 1 − 2                       |
| EK-kwalificatie   | 4               | 1               | 1      | 2           | 8 − 8                       |
| Vriendschappelijk | 1               | 1               | 0      | 0           | 4 − 0                       |
| Totaal            | 6               | 2               | 1      | 3           | 13 − 10                     |

## Details

### Eerste ontmoeting
| EK 2008 kwalificatie (Cardiff, Wales, 7 oktober 2006): |              | |
| Wales | 1 – 5        | Slowakije |
| Gareth Bale 37' | goals        | 14' Dušan Švento 32' Marek Mintál 38' Marek Mintál 51' Miroslav Karhan 59' Róbert Vittek                                                                               |
| John Toshack | bondscoach   | Dušan Galis |
| Paul Jones Richard Duffy Gareth Bale Danny Gabbidon Lewin Nyatanga Carl Robinson Craig Bellamy Rob Edwards 58' Jason Koumas Simon Davies 88' Robert Earnshaw 46' | opstellingen | Kamil Čontofalský Peter Petráš Roman Kratochvíl Stanislav Varga Ján Ďurica Martin Petráš 67' Miroslav Karhan Ján Kozák Dušan Švento 71' Marek Mintál 77' Róbert Vittek |
| Paul Parry 46' Joe Ledley 58' David Cotterill 88' | wissels      | 67' Matej Krajčík 71' Ivan Hodúr 77' Filip Hološko |
| Jason Koumas 24' Simon Davies 68' | gele kaarten | |

### Tweede ontmoeting
| EK 2008 kwalificatie (Trnava, Slowakije, 12 september 2007): |       |                                                                                                |
| Slowakije                                                    | 2 – 5 | Wales                                                                                          |
| Marek Mintál 12' Marek Mintál 57'                            | goals | 22' Freddy Eastwood 34' Craig Bellamy 41' Craig Bellamy 78' (e.d.) Ján Ďurica 90' Simon Davies |

### Derde ontmoeting
| EK 2016 (Bordeaux, Frankrijk, 11 juni 2016): |              | |
| Wales | 2 – 1        | Slowakije |
| Gareth Bale 10' Hal Robson-Kanu 81' | goals        | 61' Ondrej Duda |
| Chris Coleman | bondscoach   | Ján Kozák |
| Danny Ward Chris Gunter Neil Taylor Ben Davies James Chester Ashley Williams Joe Allen Aaron Ramsey 87' David Edwards 69' Jonathan Williams 71' Gareth Bale | opstellingen | Matúš Kozáčik Peter Pekarík Ján Ďurica Martin Škrtel 83' Vladimír Weiss 60' Patrik Hrošovský Marek Hamšík Dušan Švento Juraj Kucka Róbert Mak 60' Michal Ďuriš |
| Joe Ledley 69' Hal Robson-Kanu 71' Ashley Richards 87' | wissels      | 60' Adam Nemec 60' Ondrej Duda 83' Miroslav Stoch |
| | gele kaarten | 31' Patrik Hrošovský 80' Vladimír Weiss 78' Róbert Mak 83' Juraj Kucka 90+2' Martin Škrtel                                                                     |